# جایزه بزرگ بریتانیا ۱۹۸۰
جایزه بزرگ بریتانیا ۱۹۸۰ (انگلیسی: ‎1980 British Grand Prix‎) یک مسابقهٔ موتوری در رشتهٔ اتومبیل‌رانی فرمول یک بود که در تاریخ ۱۳ ژوئیه ۱۹۸۰ در برندز هچ واقع در کنت، انگلستان برگزار شد. این گراند پری در میان ۱۴ گراند پری در فصل ۱۹۸۰، مسابقهٔ شمارهٔ ۸ بود.
در این مسابقه که در ۷۶ دور و به مسافت ۳۱۹٫۷۳۲ کیلومتر (۱۹۸٫۶۷۲ مایل) برگزار شد، پول پوزیشن توسط دیدیه پرونی کسب شد و سریع‌ترین زمان برای طی یک دور پیست که برابر با ۱:۱۲٫۳۶۸ بود نیز توسط دیدیه پرونی به ثبت رسید.
آلن جونز از تیم ویلیامز-فورد، نلسون پیکه از تیم برابام-فورد و کارلوس روتمان از تیم ویلیامز-فورد به‌ترتیب مقام‌های اول تا سوم مسابقه را کسب کردند.

## رده‌بندی قهرمانی پس از مسابقه
| جایگاه | راننده        | امتیاز |
| ------ | ------------- | ------ |
| ۱      | آلن جونز      | ۳۷     |
| ۲      | نلسون پیکه    | ۳۱     |
| ۳      | رنه آرنوکس    | ۲۳     |
| ۴      | دیدیه پرونی   | ۲۳     |
| ۵      | کارلوس روتمان | ۲۰     |
| منبع:  |               |        |

| جایگاه | سازنده       | امتیاز |
| ------ | ------------ | ------ |
| ۱      | ویلیامز-فورد | ۵۷     |
| ۲      | لیجیه-فورد   | ۳۹     |
| ۳      | برابام-فورد  | ۳۱     |
| ۴      | رنو          | ۲۳     |
| ۵      | اروز-فورد    | ۱۱     |
| منبع:  |              |        |

یادداشت
- تنها پنج جایگاه نخست از هر رده‌بندی نمایش داده شده است.